# 田中保成
田中 保成（たなか　やすなり、1950年5月17日‐）は、日本の教育者、日本教育工学研究所代表、日本数学協会理事。

## 人物
広島県生まれ。中央大学法学部卒業後、私塾を立ち上げ、以後30年以上に渡って小学生・中学生・高校生を指導。
独自の勉強法、田中メソッドを考案し、様々な教育機関に導入。
また20代から、仏教・社会学を久保田正文 (仏教学者)、数学・物理学を春日屋伸昌、政治・経済を木内信胤、文章表現を宇佐美承、キリスト教・論理学を渡辺正雄、仏教を渡辺宝陽に長年師事する。

## 著作

### 単著
- 『田中メソッド 算数トレーニング－子どもたちのつまずくポイントがわかる』丸善 2005
- 『お母さんと学ぶ東大への算数』ポプラ社 2006
- 『あなたにも解ける東大数学』PHP新書 2008
- 『消える学力、消えない学力－算数で一生消えない論理的思考力を育てる方法』ディスカヴァー携書 2008
- 『使える学力、使えない学力－国語で一生使える論理的思考力を育てる方法』ディスカヴァー携書 2009
- 『田中メソッドで書く大学受験小論文―伝わる文章で合格を勝ち取る』土屋書店 2009
- 『田中メソッドで書く 就職小論文－立場を見破り、思わくを見抜く』土屋書店 2009
- 『地頭力も合格力も鍛える 最強ドリル 統計』ディスカヴァー・トゥエンティワン 2010
- 『五七五でみにつく1年生のかん字－自分でつくるからおぼえられる』ポプラ社 2010
- 『五七五でみにつく2年生のかん字－自分でつくるからおぼえられる』ポプラ社 2010
- 『五七五でみにつく3年生の漢字－自分でつくるからおぼえられる』ポプラ社 2010
- 『五七五でみにつく4年生の漢字－自分でつくるからおぼえられる』ポプラ社 2010
- 『五七五でみにつく5年生の漢字－自分でつくるからおぼえられる』ポプラ社 2010
- 『五七五でみにつく6年生の漢字－自分でつくるからおぼえられる』ポプラ社 2010
- 『田中メソッドで書く 就職小論文－立場を見破り、思わくを見抜く』滋慶出版/つちや書店 2011
- 『田中メソッドで書く 大学受験小論文－伝わる文章で合格を勝ち取る』滋慶出版/つちや書店 2011
- 『一生つかえる国語力が3週間で身につく本』明日香出版社 2013
- 『東大に「合格する子」と「落ちる子」の中高6年間の勉強習慣』 明日香出版社 2018